# 群馬県道232号植栗伊勢線
群馬県道232号植栗伊勢線（ぐんまけんどう 232ごう うえぐりいせせん）は、群馬県吾妻郡東吾妻町植栗から中之条町伊勢町までを結ぶ県道である。

## 路線データ
- 起点：吾妻郡東吾妻町大字植栗字小淵沢935番1（群馬県道35号渋川東吾妻線交点〈植栗交差点〉）[注釈 1]
- 終点：吾妻郡中之条町大字伊勢町字上原586番の4（国道145号・国道353号交点〈伊勢町下交差点〉）[1]

中央線の無い狭い区間があるが、当該区間を含む全区間において地域高規格道路上信自動車道の植栗・中之条インターチェンジ（起点の植栗交差点に接続する予定）と中之条市街を結ぶアクセス道路として活用する為、拡幅事業が行われており、吾妻川を渡る竜ヶ鼻橋および、その南岸側の一部区間は、架替を含む新道への切替となる予定で工事が進んでいる。

## 歴史
- 1959年（昭和34年）9月18日：群馬県より現・道路法に基づき、県道植栗伊勢線（吾妻郡吾妻町大字植栗 - 同郡中之条町大字伊勢町、整理番号129）が路線認定される[3]。

## 道路施設
- 竜ヶ鼻橋（吾妻川、吾妻郡東吾妻町大字植栗 - 吾妻郡中之条町大字伊勢町）

## 地理

### 通過する自治体
- 群馬県
  - 吾妻郡東吾妻町
  - 吾妻郡中之条町

### 交差する道路
- 群馬県道35号渋川東吾妻線 - 東吾妻町植栗（起点）
- 国道353号（バイパス） - 中之条町伊勢町
- 国道145号、国道353号 - 中之条町伊勢町（終点）